# Kjetil Wæhler
Kjetil Wæhler (ur. 16 marca 1976 w Oslo) – norweski piłkarz występujący na pozycji obrońcy. Od 2015 jest zawodnikiem klubu Vålerenga Fotball.

## Kariera klubowa
Wæhler zawodową karierę rozpoczynał w 1992 roku w pierwszoligowym klubie Lyn Fotball. W 1993 roku spadł z drużyną do drugiej ligi. W 1994 roku dotarł z zespołem do finału Pucharu Norwegii, jednak jego klub przegrał tam 2:3 z Molde FK. W 1996 roku Wæhler awansował z Lyn do ekstraklasy, jednak w 1997 roku powrócił z nim do drugiej ligi.
W 1999 roku przeszedł do angielskiego Wimbledonu. W 2002 roku został wypożyczony do Moss FK. W 2003 roku podpisał kontrakt z Vålerenga Fotball. W jej barwach zadebiutował 12 kwietnia 2003 w przegranym 0:1 meczu z Rosenborgiem Trondheim. W 2004 roku wywalczył z zespołem wicemistrzostwo Norwegii, a rok później zdobył z nim mistrzostwo Norwegii.
W styczniu 2009 roku podpisał kontrakt z duńskim Aalborg BK. W Superligaen pierwszy mecz zaliczył 1 marca 2009 przeciwko AC Horsens (1:0). W 2009 roku dotarł z klubem do finału Pucharu Danii, jednak przegrał on tam 0:1 z FC København. 2 sierpnia 2009 w wygranym 5:0 pojedynku z HB Køge zdobył pierwszą bramkę w trakcie gry w lidze duńskiej.
W 2012 roku podpisał kontrakt ze szwedzkim IFK Göteborg. W 2015 wrócił do Vålerengi.

## Kariera reprezentacyjna
W reprezentacji Norwegii Wæhler zadebiutował 17 sierpnia 2005 w przegranym 0:2 towarzyskim meczu ze Szwajcarią. 10 października 2009 w wygranym 1:0 towarzyskim spotkaniu z RPA strzelił pierwszego gola w trakcie gry w kadrze.